# Jung Man-sik
Jung Man-sik (hangul: 정만식; RR: Jeong Man-sik; 11 de diciembre de 1974) es un actor surcoreano.

## Biografía
Desde el 2013 está casado con Jeon Linda, quien tiene un doctorado y se especializa en arte japonesa.
El 14 de julio de 2021 se anunció que se había sometido como mediada de prevención a una prueba de COVID-19, después de que uno de los productores y un miembro del personal de producción de la película Hunt fueran diagnosticados con el virus. Sus resultados fueron negativos, pero siguiendo las indicaciones y como medida de prevención se mantuvo en cuarentena.

## Carrera
Es miembro de la agencia Jung Entertainment (바를정엔터테인먼트). Previamente fue miembro de la agencia Brave Entertainment (브레이브 엔터테인먼트).
En marzo de 2012 se unió al elenco recurrente de la serie The King 2 Hearts, donde dio vida a Lee Kang-suk, un militar norcoreano con habilidades en las artes marciales asiáticas que participa en la colaboración conjunta. En noviembre del mismo año se unió al elenco de la serie The King of Dramas, donde interpretó a Oh Jin-wan, el enemigo de Anthony Kim (Kim Myung-min) y director ejecutivo de Empire Productions.
El 19 de noviembre de 2015 apareció como parte del elenco de la película Inside Men, donde dio vida a Choi Choong-sik, el fiscal en jefe de la oficina del fiscal del distrito central de Seúl.
En abril de 2017 se unió al elenco de la serie Man to Man, donde interpretó a Lee Dong-hyun, un fiscal que realiza actividades encubiertas para el Servicio Nacional de Inteligencia de Corea (NIS).
En octubre de 2018 se unió al elenco recurrente de la serie Bad Papa, donde dio vida a Joo Kook-sung, el nuevo promotor de Yoo Ji-cheol (Jang Hyuk) dentro de las artes marciales mixtas.El 25 de octubre del mismo año apareció como parte de la película Rampant, donde interpretó a Hak-soo, el peculiar guardaespaldas de Lee Chung (Hyun Bin).
En septiembre de 2019 se unió al elenco recurrente de la serie Vagabond, donde dio vida a Min Jae-sik, el séptimo director del Servicio Nacional de Inteligencia de Corea (NIS).En noviembre del mismo año se unió al elenco de la serie Chief of Staff 2, donde interpretó a Choi Kyung-chul, el líder del partido de Corea.
En noviembre de 2020 se unió al elenco principal de la serie Get Revenge (también conocida como The Goddess of Revenge), donde dio vida a Kim Sang-gu, un hombre frío y obsesionado con el poder que no siente ningún afecto por su hija Kim Tae-ohn (Yoo Sun).
En abril de 2021 se unió al elenco recurrente de la serie Undercover, donde interpreta a Do Young-geol, el jefe del equipo especial en la oficina de planificación y coordinación del Servicio Nacional de Inteligencia de Corea (NIS).

## Filmografía

### Series de televisión
| Año     | Título                                       | Personaje                    | Notas                      | Ref.                 |
| ------- | -------------------------------------------- | ---------------------------- | -------------------------- | -------------------- |
| 2011    | Jungle Fish 2                                | Padre de Ba-woo              |                            |                      |
| 2011    | Athena: Goddess of War                       | Jae-hyuk                     |                            |                      |
| 2011    | The Greatest Love                            | Manager Jang                 |                            |                      |
| 2011    | Lethal Move                                  | Byung-deok                   | Drama Special, 1 ep.       |                      |
| 2011    | Me Too, Flower!                              | Kim Do-kyun                  |                            |                      |
| 2012    | The King 2 Hearts                            | Lee Kang-suk                 |                            |                      |
| 2012    | The Great Dipper                             | Han Man-ho                   | Drama Special, 1 ep.       |                      |
| 2012-13 | The King of Dramas                           | Oh Jin-wan                   |                            |                      |
| 2013    | I Can Hear Your Voice                        | Entrevistador de la Academia | Aparición especial, ep. 18 |                      |
| 2013    | Good Doctor                                  | Dr. Kim Jae-joon             |                            |                      |
| 2013    | Principal Investigator - Save Wang Jo Hyeon! | Jefe Kim Gye-jang            | Drama Festival, 1 ep.      |                      |
| 2013    | The King's Daughter, Soo Baek-hyang          | -                            |                            |                      |
| 2014    | Kang Koo's Story                             | Myung-tak                    |                            |                      |
| 2014    | Glorious Day                                 | Kang Hyun-bin                |                            |                      |
| 2015    | Because It's the First Time                  | Padre de Seo Ji-un           |                            |                      |
| 2016    | Local Hero                                   | Jung Soo-hyuk                |                            |                      |
| 2016    | Entertainer                                  | Jang Man-shik                |                            |                      |
| 2017    | Man to Man                                   | Lee Dong-hyun                | 15 episodios               |                      |
| 2017    | Distorted (Falsify)                          | Jun Chan-soo                 |                            |                      |
| 2018    | Bad Papa                                     | Joo Kook-sung                | 4 episodios                |                      |
| 2019    | Welcome to Waikiki 2                         | Prestamista                  | Aparición especial, ep. 2  |                      |
| 2019    | Vagabond                                     | Min Jae-sik                  | 15 episodios               |                      |
| 2019    | Chief of Staff 2                             | Choi Kyung-chul              | 10 episodios               |                      |
| 2020-21 | Get Revenge                                  | Kim Sang-gu                  | 16 episodios               |                      |
| 2021    | Dramaworld 2                                 | -                            | Invitado                   |                      |
| 2021    | Under Cover                                  | Do Young-geol                |                            |                      |
| 2022    | Through the Darkness                         | Park Dae-woong               | Aparición especial, 4 ep.  |                      |
| 2022    | Minamdang                                    | Det. Jang Doo-jin            |                            | [ 14 ]               |
| 2022    | Insider                                      | Yang Hwa                     |                            | [ 15 ]               |
| 2023    | El peor de los males                         | Jang Kyung-chul              |                            | [ 16 ]               |
| 2023    | A Bloody Lucky Day                           | Oficial de policía Kim       |                            |                      |
| 2024    | Gangnam, bajos fondos                        | Fiscal jefe Tak Joo-il       | Serie web                  | [ 17 ] [ 18 ] [ 19 ] |
| 2025    | Un chico ejemplar                            | Oh Jong-gu                   |                            | [ 20 ]               |
| Próx.   | Concrete Market                              | Líder del mercado comercial  |                            | [ 21 ]               |

### Películas
| Año  | Título                                    | Personaje                   | Notas                                                                                          | Ref.          |
| ---- | ----------------------------------------- | --------------------------- | ---------------------------------------------------------------------------------------------- | ------------- |
| 2001 | Smells Like the Gun                       | -                           |                                                                                                |               |
| 2003 | The Little Girl                           | -                           | (corto)                                                                                        |               |
| 2005 | She's on Duty                             | Mangchi ("Hammer")          |                                                                                                |               |
| 2005 | Princess Aurora                           | Detective Choi              |                                                                                                |               |
| 2007 | No Mercy for the Rude                     | -                           |                                                                                                |               |
| 2007 | Soo                                       | -                           |                                                                                                |               |
| 2007 | Paradise Murdered                         | -                           |                                                                                                |               |
| 2007 | Texture of Skin                           | -                           |                                                                                                |               |
| 2008 | Rough Cut                                 | -                           |                                                                                                |               |
| 2009 | Breathless                                | Man-shik                    |                                                                                                |               |
| 2009 | Paju                                      | Miembro Anti-demolición     |                                                                                                |               |
| 2010 | One Night Stand                           | Man-shik                    |                                                                                                |               |
| 2010 | Midnight FM                               | Oh Jung-moo                 | Junto a Soo Ae, Yoo Ji-tae, Ma Dong seok, Choi Song-hyun, Shin Da-eun y Lee Joon-ha            |               |
| 2010 | The Unjust                                | Fiscal Kong                 |                                                                                                |               |
| 2010 | Try to Remember                           | General Park                |                                                                                                |               |
| 2010 | The Yellow Sea                            | Detective                   | Junto a Ha Jung-woo, Kim Yoon-seok, Jo Sung-ha, Lee Chul-min y Kwak Do-won                     |               |
| 2011 | The Suicide Forecast                      | -                           |                                                                                                |               |
| 2011 | Sorry and Thank You                       | -                           |                                                                                                |               |
| 2011 | Moby Dick                                 | -                           |                                                                                                |               |
| 2011 | Marrying the Mafia IV: Unstoppable Family | -                           |                                                                                                |               |
| 2011 | Countdown                                 | Jefe de Depto. Han          |                                                                                                |               |
| 2011 | Special Investigation Unit (S.I.U.)       | Detective                   |                                                                                                |               |
| 2011 | Athena: The Movie                         | Jae-hyuk                    |                                                                                                |               |
| 2012 | Wonderful Radio                           | Ji-hyeong                   |                                                                                                |               |
| 2012 | Over My Dead Body                         | Steve Jung                  |                                                                                                |               |
| 2012 | A Muse                                    | Presidente Park             | Junto a Park Hae-il, Kim Mu-yeol, Kim Go-eun y Ahn Eun-jin                                     |               |
| 2012 | The Spies                                 | Jefa de la Sección NIS      |                                                                                                | [ 22 ]        |
| 2013 | Milagro en la celda 7                     | Shin Bong-shik              |                                                                                                | [ 23 ] [ 24 ] |
| 2014 | When A Man Loves A Woman                  | Doo-chul                    |                                                                                                | [ 25 ]        |
| 2014 | A Hard Day                                | Detective Choi              |                                                                                                |               |
| 2014 | Kundo: Age of the Rampant                 | Mr. Yang                    | Junto a Ha Jung-woo, Gang Dong-won, Lee Geung-young, Cho Jin-woong y Ma Dong-seok              |               |
| 2014 | The Con Artists                           | Fiscal                      | Junto a Kim Woo-bin, Lee Hyun-woo, Kim Yeong-cheol, Jo Yoon-hee y Lim Ju-hwan                  |               |
| 2015 | Chronicle of a Blood Merchant             | Mr. Shim                    | Junto a Ha Jung-woo, Ha Ji-won, Joo Jin-mo, Sung Dong-il, Jang Gwang y Nam Da-reum             |               |
| 2015 | Granny's Got Talent                       | Seung-hyun                  |                                                                                                | [ 26 ]        |
| 2015 | The Treacherous                           | Asesino                     | Junto a Joo Ji-hoon, Chun Ho-jin, Kim Kang-woo, Lim Ji-yeon, Lee Yoo-young y Go Kyung-pyo      |               |
| 2015 | Por encima de la ley                      | Gerente Jeon                | Junto a Hwang Jung-min, Yoo Ah-in, Yoo Hae-jin y Oh Dal-su.                                    |               |
| 2015 | Inside Men                                | Choi Choong-sik             |                                                                                                |               |
| 2015 | The Tiger: An Old Hunter's Tale           | Goo-gyeong                  | Junto a Choi Min-sik, Kim Sang-ho, Sung Yu-bin, Ren Osugi y Jung Suk-won                       | [ 27 ]        |
| 2015 | Inside Men: The Original                  | Choi Choong-sik             |                                                                                                |               |
| 2016 | Asura: The City of Madness                | Do Chang-hak                | Junto a Jung Woo-sung, Hwang Jung-min, Ju Ji-hoon, Kwak Do-won, Yoon Ji-hye y Kim Won-hae      | [ 28 ] [ 29 ] |
| 2017 | My Little Brother                         | Oh Sung-ho                  |                                                                                                |               |
| 2017 | Ordinary Person                           | Shin Yong-soo               | Junto a Son Hyun-joo, Jang Hyuk, Kim Sang-ho, Ra Mi-ran y Ji Seung-hyun - (aparición especial) |               |
| 2017 | The Sheriff in Town                       | Shin Il-shik                |                                                                                                |               |
| 2017 | Man of Will                               | Ma Sang-goo                 | Junto a Cho Jin-woong, Song Seung-heon, Jung Jin-young, Kwak Dong-yeon y Yoo Seung-mok         |               |
| 2017 | The Battleship Island                     | Sugiyama                    | Junto a Hwang Jung-min, So Ji-sub, Song Joong-ki y Lee Jung-hyun                               | [ 30 ]        |
| 2018 | Rampant                                   | Hak-soo                     | Junto a Hyun Bin, Jang Dong-gun, Kim Eui-sung, Jo Woo-jin y Lee Sun-bin                        | [ 31 ]        |
| 2019 | Money                                     | Jefe Byeon                  |                                                                                                |               |
| 2020 | Nido de víboras                           | Park Doo-man                | Junto a Jeon Do-yeon, Jung Woo-sung, Youn Yuh-jung, Bae Seong-woo, Shin Hyun-bin y Jin Kyung   | [ 32 ] [ 33 ] |
| 2020 | Jazzy Misfits                             | Choon-bae                   |                                                                                                |               |
| 2020 | Okay! Madam                               | Piloto                      |                                                                                                |               |
| 2020 | The Swordsman                             | Min Seung-ho                | Junto a Jang Hyuk, Kim Hyun-soo, Joe Taslim, Lee Na-kyeong y Lee Min-hyuk                      | [ 34 ]        |
| 2021 | Remember                                  | Det. Kang Young-shik        | Junto a Lee Sung-min, Nam Joo-hyuk, Gu Ja-geon y Lee Woo-joo                                   | [ 35 ]        |
| 2021 | Night Trip                                | -                           |                                                                                                |               |
| 2021 | Broker                                    | -                           |                                                                                                |               |
| 2021 | Escape from Mogadishu                     | Gong Soo-cheol              | Junto a Kim Yoon-seok, Jo In-sung, Heo Joon-ho y Kim So-jin.                                   |               |
| 2022 | Hunt                                      | Agente Yang                 | Junto a Lee Jung-jae, Jung Woo-sung, Jeon Hye-jin y Heo Sung-tae.                              |               |
| 2023 | Hopeless                                  | Dueño del restaurante chino |                                                                                                | [ 36 ]        |
| 2024 | Revolver                                  | Jo Jae-hoon                 | Junto a Jeon Do-yeon, Ji Chang-wook y Lim Ji-yeon                                              | [ 37 ] [ 38 ] |
| 2024 | Misiones cruzadas                         | Sang-woong                  | Junto a Hwang Jung-min, Yum Jung-ah y Jeon Hye-jin                                             | [ 39 ]        |
| 2025 | Nocturnal                                 | Seok Chang-mo               | Junto a Ha Jung-woo, Kim Nam-gil y Yoo Da-in                                                   | [ 40 ] [ 41 ] |

### Programas de variedades
| Año  | Título                               | Notas                            |
| ---- | ------------------------------------ | -------------------------------- |
| 2013 | Happy Together: Season 3             | (ep. 310) – invitado             |
| 2013 | 2 Days & 1 Night Season 2            | (ep. 310-311 (78-79)) - invitado |
| 2013 | Hwasin: Controller of the Heart      | (ep. 2-3) - invitado             |
| 2014 | Mr. Peter Pan (미스터 피터팬)        |                                  |
| 2015 | Running Man                          | (ep. 258) - invitado             |
| 2015 | Law of the Jungle in Costa Rica      | (ep. 142-145) - miembro          |
| 2016 | Infinite Challenge                   | (ep. 499-500) - invitado         |
| 2018 | Single Wife Season 2 (싱글와이프)    | invitado                         |
| 2018 | Life Bar                             | (ep. 94) - invitado              |
| 2019 | Let's Eat Dinner Together            | (ep. 146) - invitado             |
| 2020 | Don’t Be Jealous (부러우면 지는거다) | (ep. 12-13) - invitado           |

### Aparición en videos musicales
| Año  | Intérprete   | Canción              | Notas         |
| ---- | ------------ | -------------------- | ------------- |
| 2014 | Park Soo-jin | «Fallin'»            |               |
| 2013 | NC.A         | «My Student Teacher» | (versión Lip) |

### Anuncios
| Año  | Título                  | Notas |
| ---- | ----------------------- | ----- |
| 2014 | SK텔레콤 - 스마트키즈폰 |       |
| 2014 | 매일유업 - 매일우유     |       |
| 2014 | SK텔레콤 - T가족포인트  |       |

## Premios y nominaciones
| Año  | Categoría                         | Premio                                     | Trabajo                         | Resultado |
| ---- | --------------------------------- | ------------------------------------------ | ------------------------------- | --------- |
| 2016 | Special Jury Prize                | 36th Korea Gold Awards Festiva             | The Tiger: An Old Hunter's Tale | Ganó      |
| 2014 | Excellence Award, Actor in a Film | 22nd Korea Culture and Entertainment Award | Kundo: Age of the Rampant       | Ganó      |
| 2004 | Best Acting                       | Seoul Theater Festival                     | -                               | Ganó      |